# Paweł Czoska
Paweł Czoska (ur. 31 sierpnia 1990 roku w Wejherowie) – polski piłkarz grający na pozycji pomocnika.